# PZL SM-2
Der PZL SM-2 Universal ist ein polnischer Mehrzweckhubschrauber.

## Geschichte

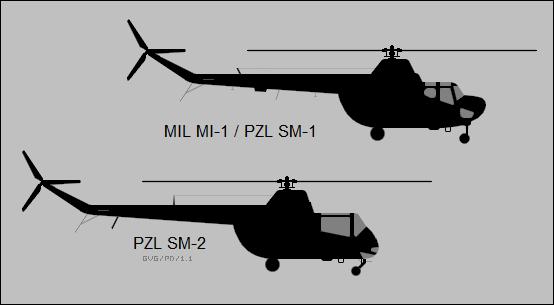
Vergleich der Seitenansicht mit Mi-1

Er entstand Ende der 1950er-Jahre aus dem SM-1, einer Lizenzversion des sowjetischen Mil Mi-1 und unterschied sich von diesem hauptsächlich durch eine veränderte, für vier Passagiere ausgelegte Kabine. Motor, Getriebe, Hauptfahrwerk, Heckschraube sowie der Dreiblattrotor wurden vom SM-1 übernommen.
Der erste Prototyp startete 1959 zum Erstflug und wurde 1960 der Öffentlichkeit vorgestellt. Ein Jahr später begann in Świdnik die Serienproduktion. Eingesetzt wurde der SM-2 bei den polnischen Luftstreitkräften zum Personen- und Frachttransport sowie als Sanitätshubschrauber mit Platz für eine Krankentrage und einen begleitenden Arzt in der Kabine und bis zu zwei Personen in seitlichen Außengondeln. Die Transportversion war mit einem hydraulischen Kran mit 120 kp ausgestattet und konnte damit auch zur Seenotrettung eingesetzt werden. Die Reichweite konnte durch einen äußeren 140-l-Zusatzbehälter auf 500 km vergrößert werden.
Bereits in den 1960er-Jahren wurde der SM-2 durch den ebenfalls in Lizenz produzierten Mil Mi-2 ersetzt.
Einige Exemplare wurden in die ČSSR exportiert.

## Aufbau
Der Hubschrauber besteht aus einem metallbeplankten Stahlrohrgerüst mit Spanten und Längsstreben aus Duralumin und dem in Halbschalenbauweise konstruierten Heckrotorträger, ebenfalls aus Duralumin. Die Rotorblätter bestehen aus je einem Stahlrohrholm mit Holzrippen und sind mit Sperrholz beplankt und mit Stoff bespannt. Der Antrieb des Hilfsrotors erfolgt über eine in sieben Abschnitte geteilte Welle mit Zwischen- und abschließendem Winkelgetriebe. Das dreibeinige Fahrwerk ist starr und besitzt eine große Spurbreite, wobei die beiden Vorderräder drehbar gestaltet sind. Der als Antrieb verwendete Motor LIT-3 ist ein Lizenzbau des sowjetischen AI-26W.

## Militärische Nutzer
Polen
 Rumänien

## Technische Daten

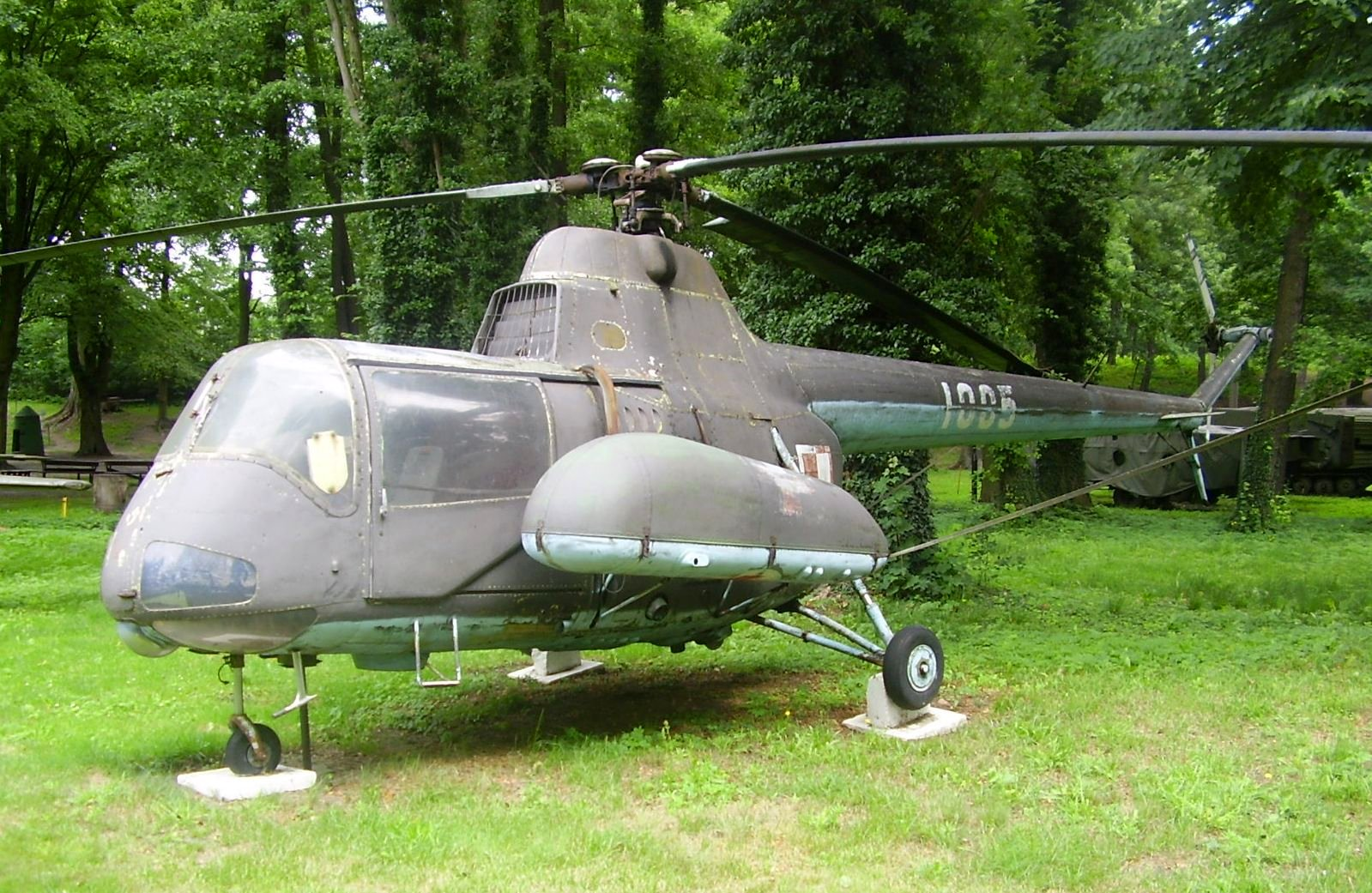
PZL SM-2 mit Außenbehälter für den Krankentransport

| Kenngröße                  | Daten                                                                                 |
| -------------------------- | ------------------------------------------------------------------------------------- |
| Hersteller                 | Państwowe Zakłady Lotnicze                                                            |
| Baujahr(e)                 | 1959–?                                                                                |
| Besatzung                  | 1 Pilot, bis 4 Passagiere                                                             |
| Länge                      | Rumpf 12,09 m gesamt 16,97 m                                                          |
| Höhe                       | 3,30 m                                                                                |
| Rotorkreisdurchmesser      | Hauptrotor 14,30 m Heckrotor 2,50 m                                                   |
| Rumpfbreite                | 1,60 m 3,35 m mit Außengondeln                                                        |
| Achsstand                  | 3,10                                                                                  |
| Fahrwerksspurbreite        | 3,27 m                                                                                |
| Rotorkreisflächenbelastung | 16,0 kg/m²                                                                            |
| Leistungsbelastung         | 4,4 kg/PS                                                                             |
| Leermasse                  | 1.890 kg                                                                              |
| Rüstmasse                  | 1.934 kg                                                                              |
| Zuladung                   | 320 kg                                                                                |
| Startmasse                 | 2.550 kg                                                                              |
| Antrieb                    | ein luftgekühlter Siebenzylinder-Sternmotor LIT-3 (Hubraum 20,6 l, Verdichtung 1:6,4) |
| Startleistung              | 423 kW (575 PS) bei 2200/min                                                          |
| Kraftstoffvorrat           | 240 l mit Zusatztank 390 l                                                            |
| Höchstgeschwindigkeit      | 170 km/h                                                                              |
| Reisegeschwindigkeit       | 130 km/h                                                                              |
| Steigleistung              | maximal 4,5 m/s                                                                       |
| Dienstgipfelhöhe           | praktisch 2.000 m maximal 4.000 m                                                     |
| Reichweite                 | normal 320 km maximal 550 km                                                          |